# Фрейре, Нелсон
Не́лсон Жозе́ Пи́нту Фре́йре (порт.-браз. Nelson José Pinto Freire; 18 октября 1944, Боа-Эсперанса — 1 ноября 2021, Рио-де-Жанейро) — бразильский пианист.

## Биография
Впервые выступил перед публикой в возрасте 5 лет, сыграв 11-ю клавирную сонату Моцарта (KV 331). Учился в Вене у Бруно Зайдльхофера. В 1964 г. разделил с Владимиром Крайневым первую премию на Международном конкурсе пианистов имени Вианы да Мотта в Лиссабоне, получил медаль Дину Липатти в Лондоне.
С 1959 года началась широкая концертная карьера пианиста. Он выступал с большинством крупнейших оркестров мира под руководством известных дирижёров. Часто играл в ансамбле с Мартой Аргерих. Основа репертуара Фрейре — Бетховен и европейские композиторы-романтики (Шуман, Лист, Шопен, Брамс).
Скончался 1 ноября 2021 года.

## Признание
Премия Эдисона (Амстердам, 1972). Премия фирмы Граммофон (2007). О пианисте снят документальный фильм с участием Марты Аргерих (2003).